# سونگ یونگوان
سونگ یونگوان بالاترین موسسه آموزشی بود که در زمان سلسله های گوریو و چوسان تأسیس شد. در سال ۹۹۲ افتتاح شد. این مؤسسه از معبد تااسونگ، تالار میونگ یون و ۲۰ ساختمان دیگر تشکیل شده است ، از جمله یکی از بزرگترین ساختمانهای چوبی که هنوز در کره شمالی وجود دارد. 
سونگ یونگوان در دو کیلومتری شمال شرقی مرکز شهر که‌سونگ واقع شده است. 

## تاریخ
سونگ یونگوان در ابتدا به عنوان کاخ سازنده کاخ به نام "تی مایون" شناخته می شد. این مؤسسه توسط پادشاه مونجونگ ، یازدهمین پادشاه گوریو ساخته شد و به عنوان موسسه اصلی تدریس در سال ۱۰۸۹ تعیین شد. به این مرکز نام سونگ یونگوان در سال ۱۳۰۸ داده شد. بعداً در اثر جنگ ایمجین (در سال ۱۵۹۲) توسط آتش نابود شد. بیست ساختمان این موسسه مربوط به بازسازی آن است (که از سال ۱۶۰۲ آغاز شد). آنها با خصوصیات مورد نیاز یک مرکز آموزشی کنفوسیوس آن دوره مطابقت دارند. 

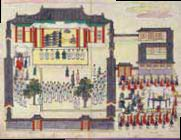
صحنه ای از یک تابلوی پنج تابلویی که ولیعهد کره ای تحصیلات خود را در آکادمی سونگ یونگوان آغاز می کند.

## وضعیت فعلی
بناهای قدیمی متناسب با نقش موزه نیستند ، زیرا از شرایط مناسبی برای حفاظت و ارائه آثار هنری برخوردار نیستند و برای پذیرایی بازدیدکنندگان مناسب نیستند. 

## نگارخانه

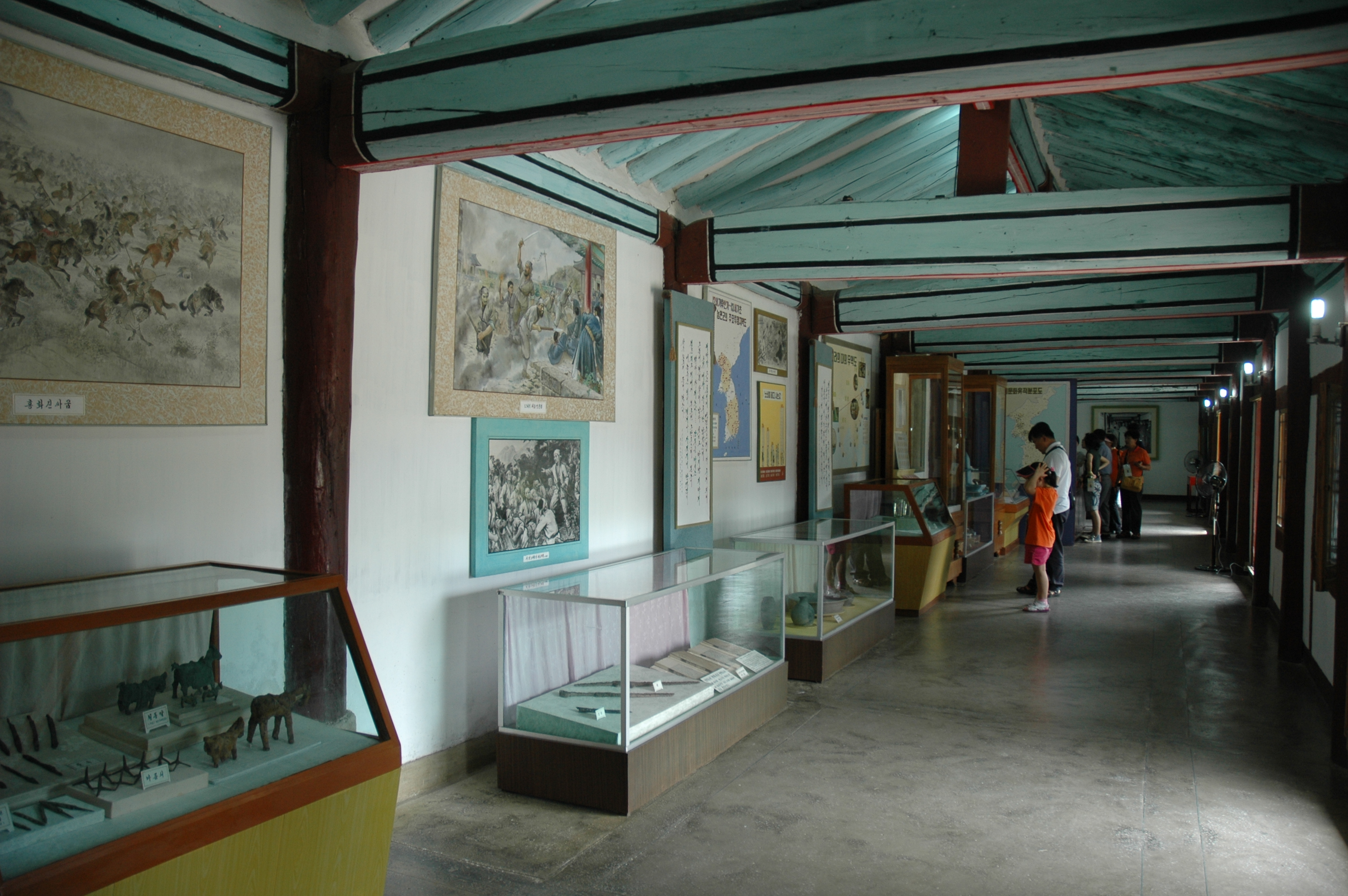
نمایشگاه
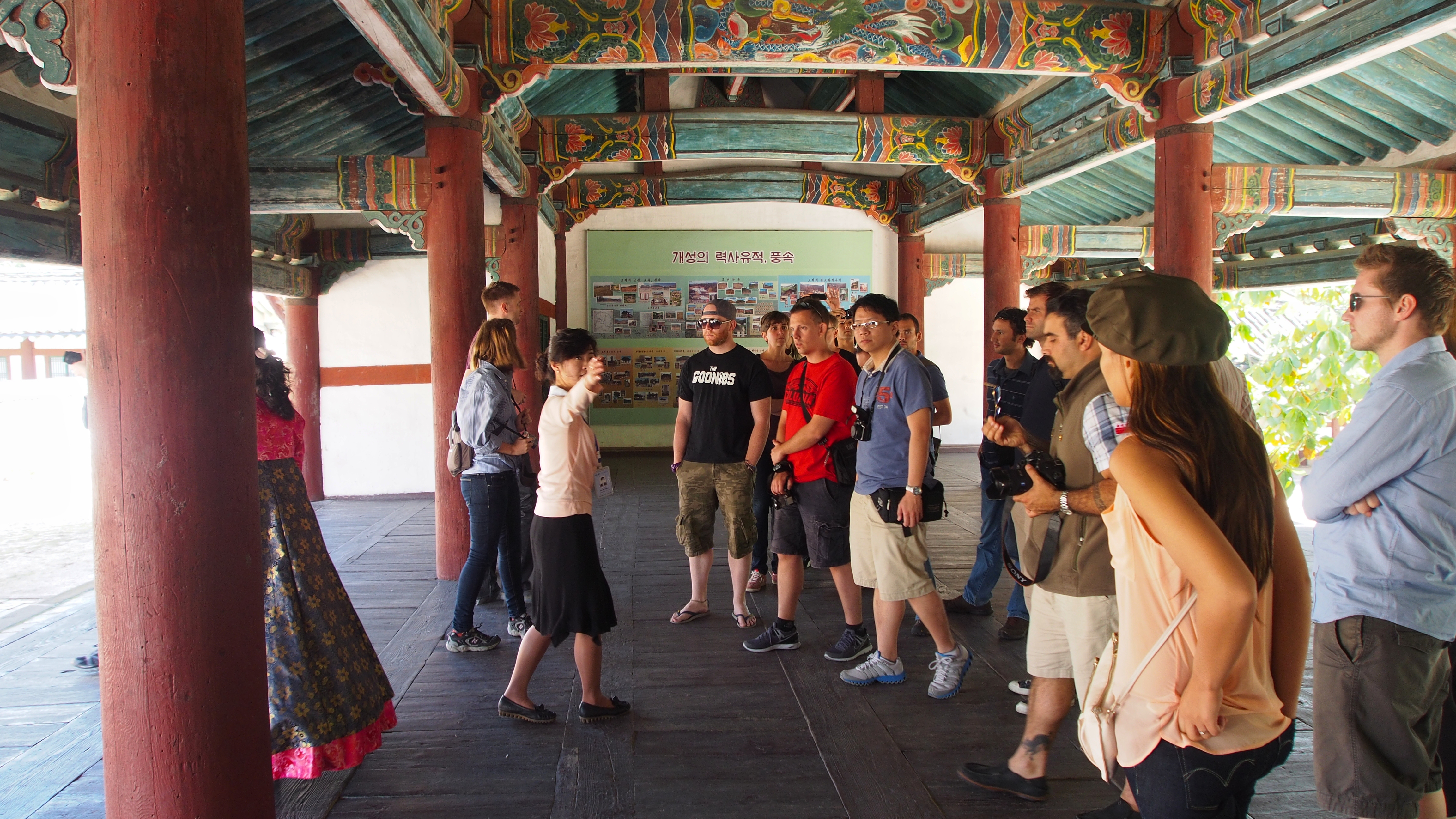
راهنما
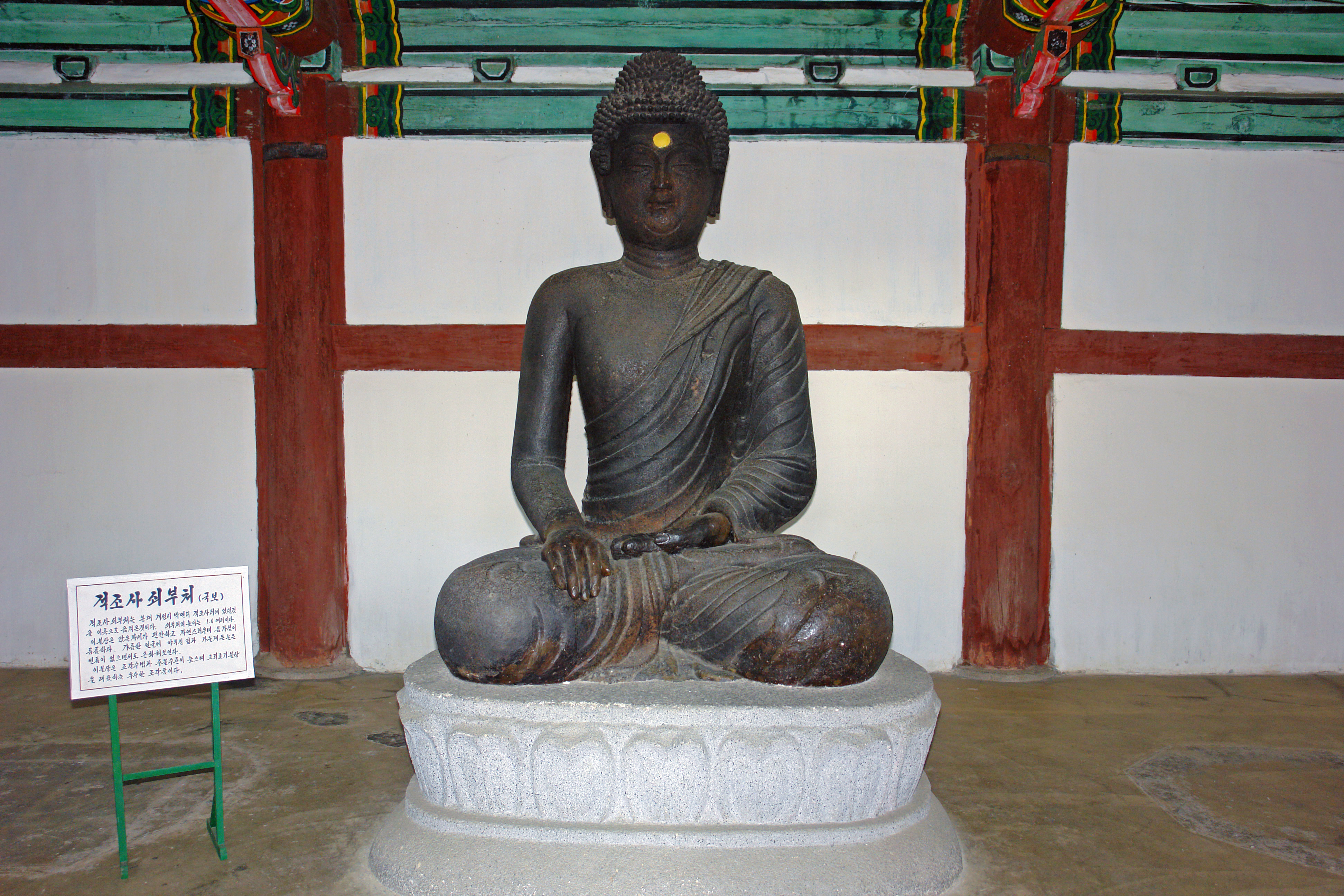
شکل بودای آهنین
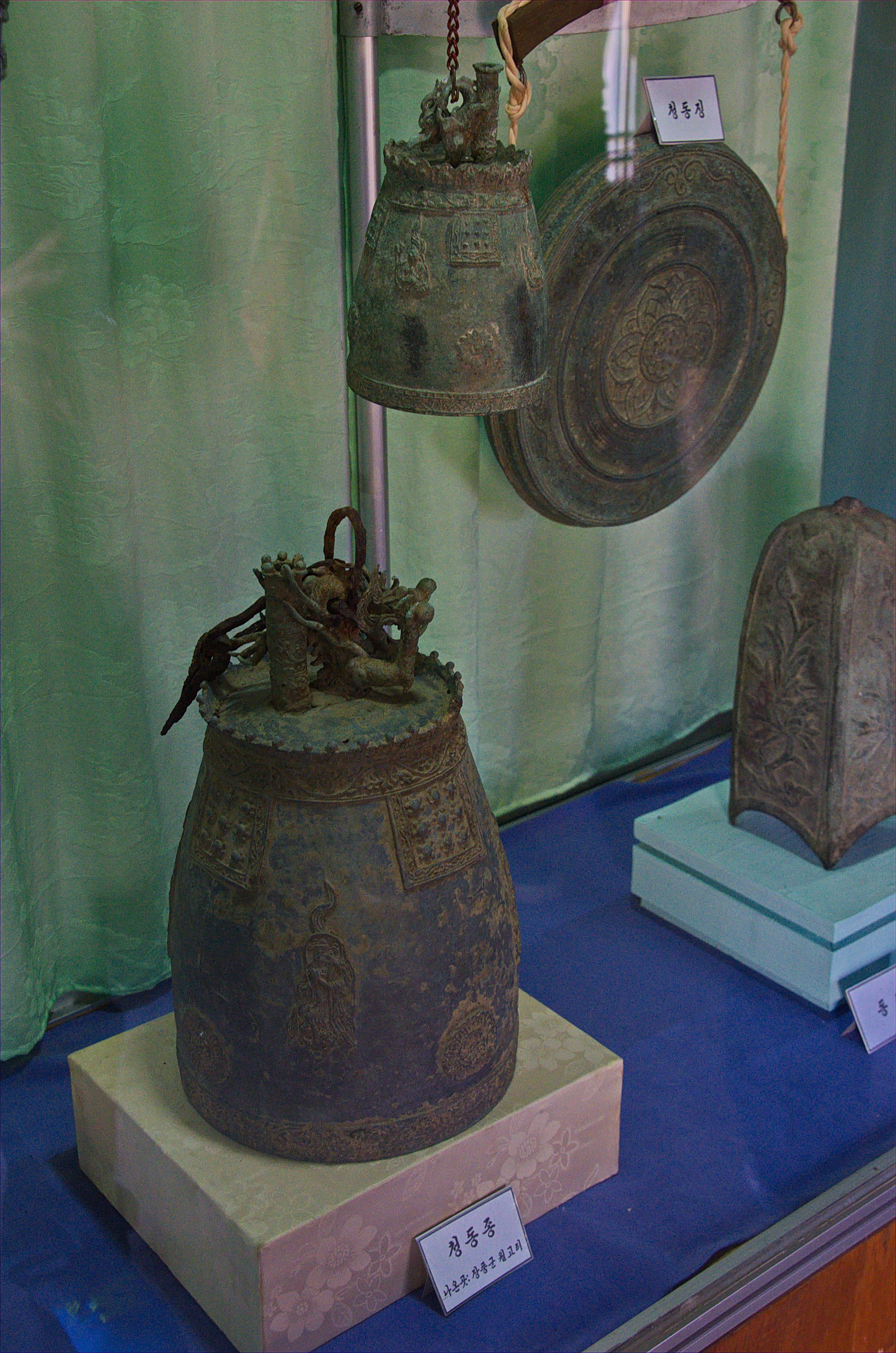
مصنوعات
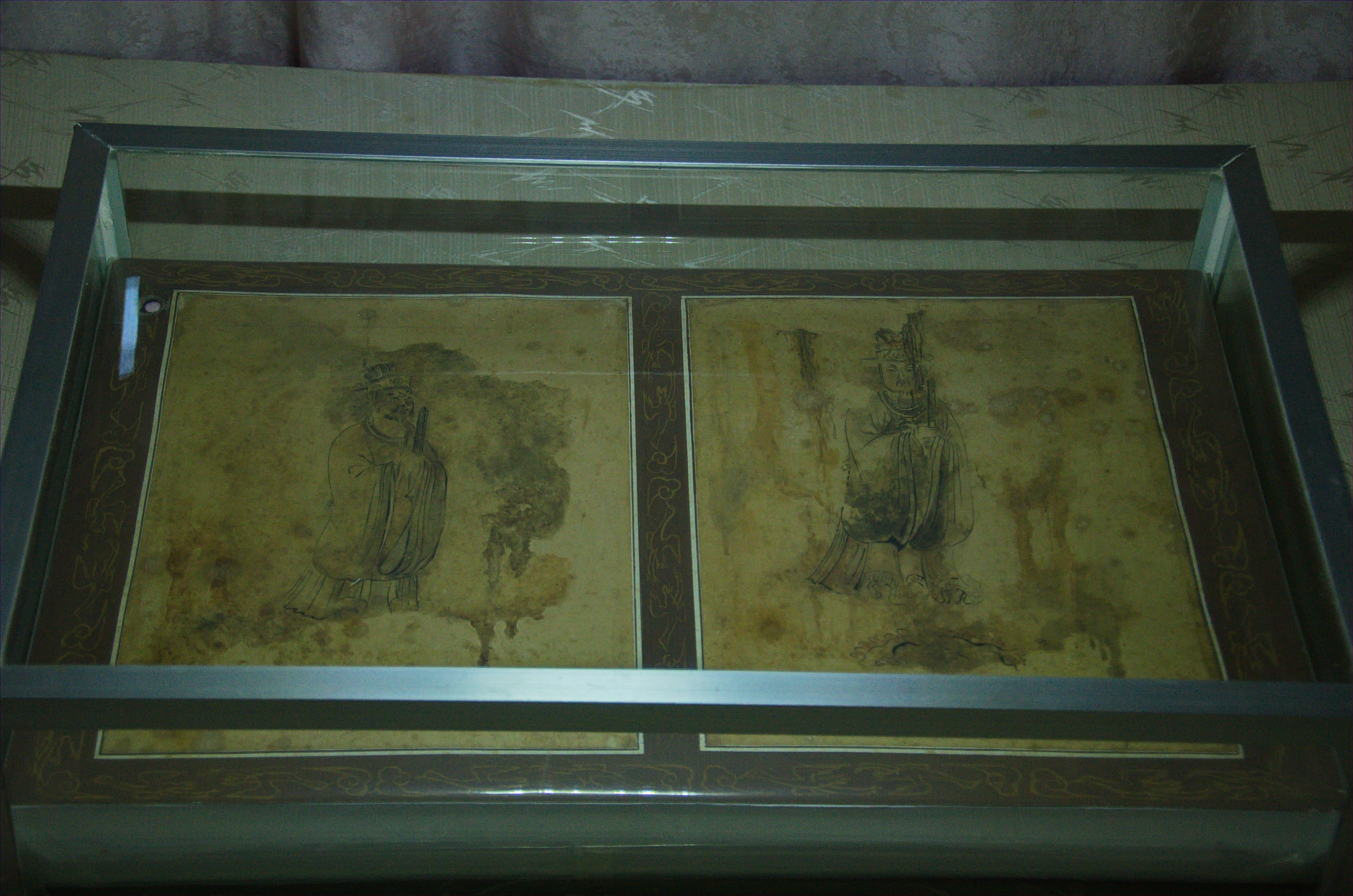
گرافیک